# 郭明义
郭明义（1958年12月—），辽宁鞍山人，中华人民共和国工人、政治人物，成人本科学历。曾获2010“感动中国”年度人物。

## 生平
1977年參軍，1980年加入中国共产党，遼寧鞍山钢铁集团公司工人，曾先后获部队学雷锋标兵、鞍钢劳动模范、鞍山市特等劳动模范、全国无偿献血奉献奖金奖、中央企业优秀共产党员、全国“五一劳动奖章”等荣誉称号，是鞍山市无偿献血形象代言人。2010年8月，胡锦涛总书记对郭明义先进事迹作出重要批示。2011年2月，榮獲中央電視台2010年度感動中國人物。2011年9月20日，在第三届全国道德模范评选中荣获全国助人为乐模范称号。为近来中国媒体大力宣传的“雷锋传人”。2012年3月2日，中央精神文明建设指导委员会作出决定，授予郭明义“当代雷锋”荣誉称号。2013年10月20日，中国工会第十六次全国代表大会在北京召开，选举产生284名执行委员和执行委员会。10月21日，中华全国总工会第十六届执行委员会第一次全体会议选举他出任副主席。2018年10月25日，中华全国总工会第十七届执行委员会召开第一次全体会议，选举全总十七届执委会主席、副主席和主席团委员，他当选为全总副主席。
另外，他也是中共第十八届中央候补委员。2017年10月，中国共产党第十九次全国代表大会上当选中国共产党第十九届中央委员会候补委员。

## 争议

### 微博粉丝造假质疑
2012年3月，郭明义在新浪微博上的粉丝数量超过650万，有网友在检索郭明义粉丝名单时发现其中充斥大量疑似为“僵尸粉”的粉丝。发出质疑的数名网友，其在新浪微博上的帐号随后被禁言或销号。

### “慈父笑容”事件
2013年10月23日，郭明义在其新浪微博发布一篇微博称“见到了习总书记...慈父般笑容对我说”。由于郭仅比习近平小五岁，此微博被广为诟病。随后郭将“慈父般笑容”删除。

## 相關作品
- 電影《郭明义》（2011）